# Roberto Caruso
Roberto Caruso (* 23. Mai 1967 in Sannicandro di Bari, Italien) ist ein ehemaliger italienischer Radsportler.

## Sportliche Laufbahn
Caruso fuhr in der Regel Straßenrennen und hatte als Amateur seine größten Erfolge 1990. Dazu gehört der Vizeweltmeistertitel bei den Straßen-Weltmeisterschaften 1990 in Japan. Einen weiteren zweiten Platz erreichte er beim italienischen Etappenrennen Giro delle Regioni, wo er auch einen Etappensieg errang. Siege holte er sich unter anderem auch bei den traditionsreichen Eintagesrennen G.P. Ciclistico San Basso und Giro Ciclistico del Cigno.
1991 erhielt Caruso bei dem italienischen Radsportteam Selle Italia-Magniarredo seinen ersten Profivertrag. Registriert wurde in diesem Jahr lediglich ein 67. Platz beim Giro del Friuli. Erst 1993 gelang es Caruso, nachdrücklich im Profigeschehen Fuß zu fassen. Er gewann den Grand Prix di Lugano und beteiligte sich an den großen Rennen Giro d’Italia (Platz 98) und Giro di Lombardia (Platz 72). Beim Giro d’Italia startete er auch in den Jahren 1996 (66.) und 1997 (76.). Erfolglos blieb sein einmaliges Auftreten bei der Tour de France, als er 1998 nach der zehnten Etappe aufgab. Bei den Monumenten des Radsports trat er zweimal bei der Lombardei-Rundfahrt an, neben 1993 auch noch 1994 mit Platz 28, außerdem 1994 bei der Flandern-Rundfahrt (90.) und bei Mailand–Sanremo 1995 (145.). 1995 hatte Caruso sein bestes Profijahr, drei Top-Ten-Platzierungen, darunter der erste Platz beim Tre Valli Varesine brachten ihm mit Platz 96 die höchste Notierung seiner Karriere in der UCI-Weltrangliste ein.
Sein letztes Profijahr bestritt Caruso 1998 mit einem Vertrag beim italienischen Radsportteam Riso Scotti. Zuvor hatte er bei ZG Mobili, ebenfalls aus Italien, mit vier Jahren sein längstes Engagement gehabt. 1998 trat er unter anderem beim deutschen Etappenrennen Rheinland-Pfalz-Rundfahrt an und belegte den 48. Platz.